# Xine
xine(/ˈksiːn/)은 GNU 일반 공중 사용 허가서에 따라 출시된 유닉스 계열 운영 체제용 멀티미디어 재생 엔진이다. xine은 다양한 프런트엔드 플레이어 애플리케이션을 지원하는 공유 라이브러리(xine-lib)를 기반으로 구축되었다. xine은 liba52, libmpeg2, FFmpeg, libmad, FAAD2 및 Ogle과 같은 다른 프로젝트의 라이브러리를 사용한다. xine은 기본적으로 처리되지 않는 일부 미디어 형식을 재생하기 위해 w32코덱으로 번들로 제공되는 래퍼를 통해 바이너리 윈도우 코덱을 사용할 수도 있다.